# سیارک ۲۱۵۰
سیارک ۲۱۵۰ (به انگلیسی: 2150 Nyctimene، نامگذاری:1977TA) دو هزار و صد و پنجاهمین سیارک کشف شده‌است که در ۱۳ اکتبر ۱۹۷۷ کشف شد.
قدر مطلق سیارک برابر ۱۳٫۴۰ است.